# Arkadi Kovachevich
Arkadi Fiódorovich Kovachevich (en ruso: Аркадий Фёдорович Ковачевич, en ucraniano: Арка́дій Фе́дорович Коваче́вич; Chernogoriya, RSS de Ucrania, 3 de mayo de 1919 - Mónino, Rusia, 28 de noviembre de 2010) fue un aviador militar soviético y as de la aviación que combatió en la Segunda Guerra Mundial en la Fuerza Aérea Soviética. En el curso de dicho conflicto recibió el título de Héroe de la Unión Soviética

## Biografía

### Infancia y juventud
Arkadi Kovachevich nació el 3 de mayo de 1919, en el seno de una familia de clase trabajadora de etnia ucraniana, en Chernogoriya, una pequeña localidad situada en la Gobernación de Kiev —entonces parte de la RSS de Ucrania, actualmente ubicada en la ciudad de Novomirgorod en el Óblast de Kirovogrado en Ucrania— Antes de ser reclutado por el Ejército Rojo en 1937, asistió durante tras años a la Facultad de Mecanización Agrícola de Kirovgrado, donde entrenó en un club de vuelo. Después de graduarse de la Escuela de Pilotos de Aviación Militar de Odesa en 1938, fue asignado al 27.º Regimiento de Aviación de Cazas; Allí dominó rápidamente el pilotaje de MiG-3 y recibió un ascenso a comandante de vuelo.

### Segunda Guerra Mundial
En junio de 1941, Inmediatamente después del inicio de la invasión alemana de la Unión Soviética, Kovachevich y el resto de su regimiento comenzaron a realizar incursiones para defender la región de Moscú. El 11 de octubre de 1941 derribó su primer avión enemigo, un Bf 109, tras lo cual rápidamente aumentó su número de victorias aéreas. Después de participar en la batalla de Moscú, pasó a pilotar un caza La-5 en la batalla de Stalingrado hasta ser transferido en octubre al recién formado 9.º Regimiento de Aviación de Cazas de la Guardia como comandante de escuadrón (el regimiento era conocido informalmente como el «regimiento de ases» ya que estaba formado por ases y pilotos considerados como potenciales ases). Para entonces ya había conseguido trece victorias aéreas en solitario, por las que fue nominado al título de Héroe de la Unión Soviética en febrero de 1943, que recibió el 1 de mayo de ese mismo año. Continuó volando en combate y resultó herido durante una misión, pero permaneció en el regimiento y continuó en el servicio activo tras recuperarse. Durante la ofensiva de Crimea fue ascendido a comandante asistente para entrenamiento de vuelo y, posteriormente, comandante adjunto del regimiento en abril de 1944.
Después de la muerte del comandante del regimiento Anatoli Morózov en junio de 1944, fue nombrado comandante en funciones, pero ocupó el puesto sólo brevemente antes de ser enviado a Estudiar a la Academia Militar de la Fuerza Aérea en Mónino (actualmente la Academia de la Fuerza Aérea Gagarin) y fue reemplazado al mando del regimiento por Vladímir Lavrinenkov quien asumió el mando del regimiento durante el resto de la guerra.
A lo largo de la guerra, consiguió un total de veinte victorias aéreas en solitario y siete compartidas acumuladas en el transcurso de aproximadamente 520 salidas de combate, pilotando los aviones de combate MiG-3, La-5, Yak-1 y el avión de fabricación estadounidense P-39.

### Posguerra
Después de graduarse con honores en la Academia Militar de la Fuerza Aérea de Mónino en 1948, recibió otro puesto como comandante de regimiento, donde aprendió a pilotar nuevos aviones de combate, pero realizó su último vuelo en 1957. Después de graduarse en la Academia Militar del Estado Mayor de las Fuerzas Armadas de la URSS en 1954, permaneció en el ejército durante un tiempo, sirviendo como subjefe de la Academia Militar de la Fuerza Aérea antes de retirarse del servicio activo en 1987 con el grado de teniente general. Vivió el resto de su vida en Mónino en el óblast de Moscú, donde murió el 28 de octubre de 2010.

## Condecoraciones

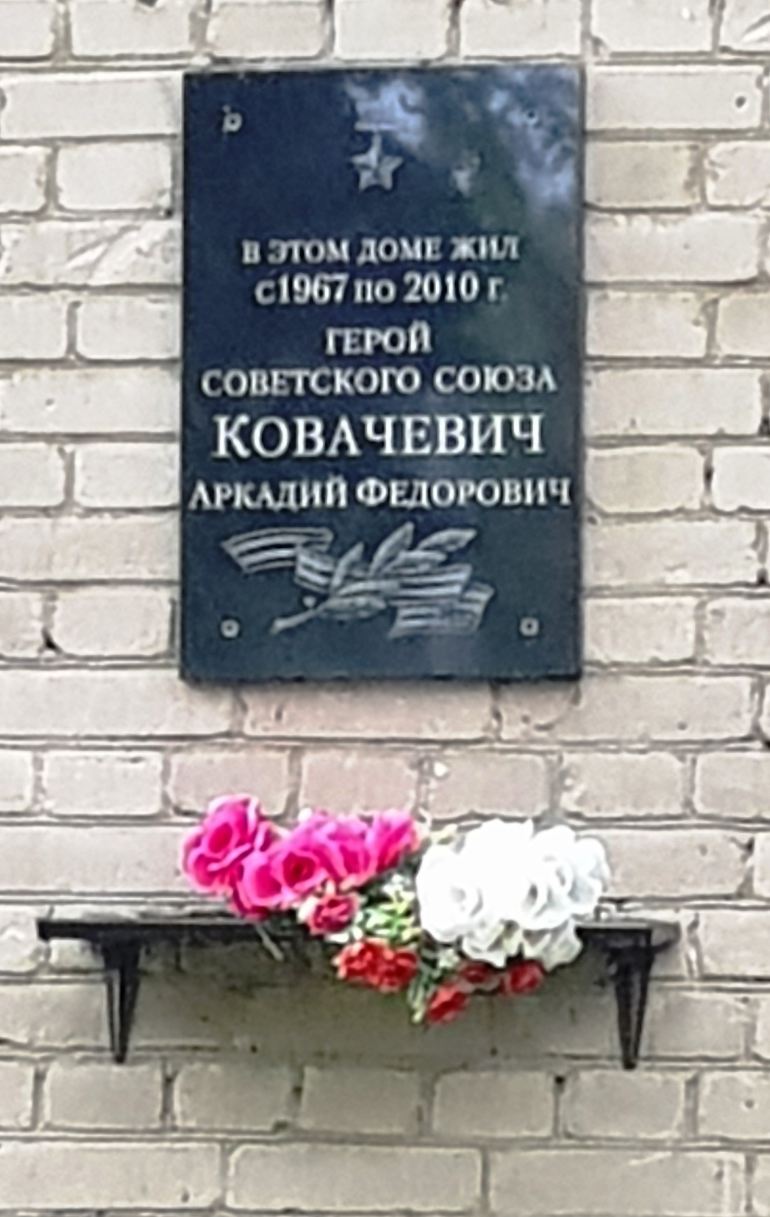
Placa conmemorativa en honor a Kovachevich en la casa número 3 de la calle general Aleksandr Beliakov en Mónino

A lo largo de su vida militar, Arkadi Kovachevich recibió las siguientes condecoraciones
- Héroe de la Unión Soviética (1 de mayo de 1943)
- Orden de Lenin (1 de mayo de 1943)
- Orden de la Revolución de Octubre (27 de diciembre de 1982)
- Orden de la Bandera Roja, tres veces (31 de julio de 1942, 26 de agosto de 1943 y 3 de mayo de 1944)
- Orden de la Guerra Patria de 1.er grado (11 de marzo de 1985)
- Orden de la Estrella Roja, dos veces (28 de octubre de 1941 y 2 de noviembre de 1953)
- Orden del Servicio a la Patria en las Fuerzas Armadas de la URSS (22 de febrero de 1977)
- Medalla por el Servicio de Combate
- Medalla Conmemorativa por el Centenario del Natalicio de Lenin
- Medalla por la Defensa de Moscú
- Medalla por la Defensa de Stalingrado
- Medalla por la Victoria sobre Alemania en la Gran Guerra Patria 1941-1945
- Medalla Conmemorativa del 20.º Aniversario de la Victoria en la Gran Guerra Patria de 1941-1945
- Medalla Conmemorativa del 30.º Aniversario de la Victoria en la Gran Guerra Patria de 1941-1945
- Medalla Conmemorativa del 40.º Aniversario de la Victoria en la Gran Guerra Patria de 1941-1945
- Medalla Conmemorativa del 50.º Aniversario de la Victoria en la Gran Guerra Patria de 1941-1945
- Medalla de Zhúkov
- Medalla Conmemorativa del 60.º Aniversario de la Victoria en la Gran Guerra Patria de 1941-1945
- Medalla Conmemorativa del 65.º Aniversario de la Victoria en la Gran Guerra Patria de 1941-1945
- Medalla Conmemorativa del 800.º Aniversario de Moscú
- Medalla de Veterano de las Fuerzas Armadas de la URSS
- Medalla del 30.º Aniversario de las Fuerzas Armadas de la URSS
- Medalla del 40.º Aniversario de las Fuerzas Armadas de la URSS
- Medalla del 50.º Aniversario de las Fuerzas Armadas de la URSS
- Medalla del 60.º Aniversario de las Fuerzas Armadas de la URSS
- Medalla del 70.º Aniversario de las Fuerzas Armadas de la URSS
- Medalla Conmemorativa del 850.º Aniversario de Moscú
- Medalla por Servicio Impecable de 1.er grado